# Пегов, Семён Владимирович
Семён Влади́мирович Пе́гов (род. 9 сентября 1985, Смоленск, Смоленская область, РСФСР, СССР) — российский пропагандист, военный корреспондент, писатель и блогер. Основатель проекта WarGonzo.
За распространение российской пропаганды в ходе вторжения России на Украину находится под санкциями 27 стран Евросоюза, Украины и Швейцарии.

## Биография
Семён Пегов родился 9 сентября 1985 года в Смоленске в семье педагогов. Учился в школе по вальдорфской системе. Окончил филологический факультет Смоленского государственного университета по специальности «журналистика». Увлекался скалолазанием и туризмом. Занимался в литературной студии «Персона». Участник форума молодых писателей «Липки-2011». Публиковал стихи в российских альманахах «Под часами», «Персона» и «Современники».
С 2006 по 2008 год работал на телеканале ВГТРК «Смоленск».
С 2007 по 2009 год был редактором журнала BIGmag.
С 2008 по 2013 год работал на абхазском телеканале «Абаза ТВ». Писал для изданий «Нужная газета», «Чегемская правда», «Новый день».
В 2014 году перешёл в LifeNews, где получил известность как военный корреспондент.
С 2017 года ведёт Telegram-канал WarGonzo (по состоянию на ноябрь 2022 года на канале 1,3 млн подписчиков). В мае 2022 года канал WarGonzo был удалён с YouTube за нарушение правил хостинга.
Автор фильма «Его Оплот», посвящённого памяти первого главы самопровозглашённой ДНР Александра Захарченко, фильма «Позывной „Донецк“: История одного аэропорта» о штурме аэропорта имени Сергея Прокофьева в Донецке.
В 2016 году вышла книга Пегова «Я и рыжий сепар» о командировках в Донбасс, Крым и Сирию.
Освещал военные конфликты в Грузии, Египте, Сирии, Нагорном Карабахе и Украине (в том числе боевые действия в ходе вторжения России на Украину).
В октябре 2022 года Пегов попал под обстрел в районе села Водяное Донецкой области и получил открытый перелом двух пальцев правой стопы.
В апреле 2023 года брал интервью у главы ЧВК «Вагнер» Евгения Пригожина, в котором от Пегова прозвучало предложение идти на Москву, для наведения порядка.

## Санкции
23 июня 2023 года Пегов был включён в санкционный список стран Евросоюза за активную поддержку и пропаганду войны на Украине и мобилизации:
Семён Пегов — российский военный блогер, руководитель одного из самых популярных провоенных социальных медиа в России, WarGonzo. Он часто появляется в российских государственных СМИ. Семён Пегов и WarGonzo распространяют антиукраинскую пропаганду и пропаганду российских вооружённых сил и ЧВК Вагнера, изображая украинские силы как нацистов и распространяют ложную информацию о биологических лабораториях Мариуполя.
Также в 2023 году Пегов включён в санкционный списки Украины и Швейцарии за распространение «дезинформации и пропаганды о войне против Украины в соответствии с нарративами Кремля».
Входит в базу украинского сайта «Миротворец».

## Уголовное преследование
12 октября 2020 года Генпрокуратура Азербайджана возбудила уголовное дело против Семёна Пегова по трём статьям уголовного кодекса: публичные призывы к терроризму, публичные призывы, направленных против государства и незаконное пересечении границы Азербайджана.
3 февраля 2023 года Генеральная прокуратура Украины возбудила дело и заочно объявила подозрение Пегову за оправдание войны России против Украины, создание пропагандистских материалов, распространение дезинформации и ложных новостей .

## Награды
- Орден Мужества (2022)[18]
- Медаль «За отличие в ликвидации последствий чрезвычайной ситуации» от МЧС России (2012)[19]
- Премия Правительства Российской Федерации в области средств массовой информации (27 декабря 2022) — за профессионализм и мужество, проявленные при освещении специальной военной операции[20]
- Лауреат всероссийского Пушкинского фестиваля «С веком наравне» (2008)[21]
- «Человек года» по версии медиахолдинга News Media в 2014 году[22]
- Золотая медаль имени Ю. Б. Левитана «За выдающийся вклад в теле- и радиожурналистику» международного кинофорума «Золотой Витязь» (2022)[23]
- Приз в специальной номинации «Сила в правде» Национальной премии интернет-контента (2022)[2]
- Награда за «Профессионализм и мужество, проявленные при освещении СВО» (2023)[24]
- Премия «Просветитель года» общества «Знание» в номинации «Мы вместе» (2024)[25]